# Rolling in the Deep
Singles de Adele
Make You Feel My Love
(2008) Someone like You
(2011)
Pistes de 21
Rumor Has It
Rolling in the Deep est une chanson de la chanteuse britannique Adele, extraite de son deuxième album 21. La chanson a été écrite par Adele et Paul Epworth.
La chanson se classe no 1 en Belgique, Allemagne, Italie, Pays-Bas et Suisse, et dans le top 10 en Autriche, Danemark, Irlande, Nouvelle-Zélande et Norvège. La chanson débute à la deuxième position du UK Singles Chart. Aux États-Unis le titre se classe à la 1re position du Billboard Hot 100, il s'agit du premier single d'Adele se classant 1er dans ce classement. De plus, la Recording Industry Association of America va certifier la chanson, car elle a été vendue à plus de 8 200 000 exemplaires. Avec 20,6 millions d'exemplaires vendus dans le monde en 2018, Rolling in the Deep est l'un des singles numériques les plus vendus de tous les temps.
En  2012, lors de la 54e cérémonie des Grammy Awards, Rolling in the Deep remporte les prix de l'Enregistrement de l'année, de la Chanson de l'année et de la Meilleure vidéo musicale. Rolling in the Deep est largement acclamé par la critique ; divers critiques et publications musicales la classent comme la meilleure chanson de l'année sur leurs listes de fin d'année, Rolling Stone la classant à la 8e place de sa liste des « 100 plus grandes chansons du 21e siècle ». En 2019, Billboard choisit la chanson comme l'une des « 100 chansons qui ont défini la décennie ». En 2021, Rolling in the Deep est classée no 82 sur le classement des 500 plus grandes chansons de tous les temps de Rolling Stone.

## Composition
Adele, 20 ans, met fin à sa première vraie relation et, peu de temps après la rupture, entre en studio d'enregistrement avec l'auteur-compositeur Paul Epworth dans le but de canaliser son « chagrin d'amour brut ». Adele explique le sens sous-jacent de ses paroles : « C'est moi qui dis : 'Fous le camp de ma maison', au lieu de le supplier de revenir ». Paul Epworth utilise une grosse caisse de fanfare pour ajouter du « muscle au groove » et obtenir ainsi un beat approprié. La performance vocale brute d'Adele fait le morceau fini. Rolling Stone décrit le résultat comme une mise à jour d'une « muscle car Motown qui s'est transformée en une fièvre gospel ». Pour Nadine Cheung, d'AOL Radio Blog, la chanson est « chantée de la perspective d'une amoureuse méprisée, qui est enfin capable de voir la lumière, mais malgré des sentiments de regret, ne peut envisager la réconciliation. ».
Musicalement, le The New York Times décrit Rolling in the Deep comme « le rhythm and blues des années 1960 avec une production moderne », et une voix enracinée dans la soul. Le débit et le timbre de la voix d'Adele « rappellent l'âge d'or perdu » de chanteurs de soul comme Etta James et Dusty Springfield. La voix d'Adele est comparée à celle de Wanda Jackson. Rolling Stone écrit en  2018 que « propulsé par la douleur et l'autorité de la voix d'Adele, Rolling in the Deep a remis la musique soul à l'ancienne dans les charts ».

## Pistes
- Téléchargement

1. Rolling in the Deep – 3:48

- EP

1. Rolling in the Deep – 3:48
2. Rolling in the Deep (Jamie xx Shuffle) – 4:17
3. Rolling in the Deep (à cappella) – 3:56

- CD single

1. Rolling in the Deep
2. If It Hadn't Been for Love

Remixes
- Tom Buster Kidzoy
- Jamie xx Shuffle
- Keljet
- Mehdy Prince
- DJ MegaMix
- Tiësto
- Thomas Gold
- Deathstar
- Kevin Graves
- Romeo Blanco
- VILLA
- SpectraSoul

## Crédits
Références pour cette section.

### Artistes
- Chant : Adele
- Basse, guitare acoustique, guitare électrique, percussion, chœur : Paul Epworth
- Piano : Neil Cowley
- Batterie : Leo Taylor
- Trompette : Noel Langley
- Saxophone ténor : Ray Carless

### Technique
- Mixage : Tom Elmhirst
- Assistant mixage : Dan Parry
- Ingénieur du son : Mark Rankin

## Interprétations
Adele a interprété Rolling in the Deep plusieurs fois.
Une première fois le 25 novembre 2010, lors du Madiwodovrij Show du présentateur néerlandais Paul de Leeuw, puis au Ellen DeGeneres Show, aux États-Unis, le 3 décembre 2010. La chanson a également été interprétée devant la famille royale britannique à la Royal Variety Performance, le 9 décembre 2010 ; cette performance a été diffusée le 16 décembre 2010. On la trouve aussi dans l'émission Alan Carr : Chatty Man, au Royaume-Uni, le 17 janvier 2011. Le 21 janvier 2011, Adele a chanté Rolling in the Deep dans la finale de The Voice of Holland, où elle a également joué Make You Feel My Love avec la finaliste Kim de Boer. Le 26 janvier 2011, elle a interprété la chanson dans l'émission de télévision française Le Grand Journal. La chanson a également été présentée dans un spot télévisé du film Numéro Quatre, sorti en 2011, dans laquelle la chanteuse est invitée. Dans le cadre d'une tournée promotionnelle en Amérique du Nord pour cet album, Adele a chanté Rolling in the Deep avec David Letterman le 21 février 2011, puis dans le Jimmy Kimmel Live! du 24 février 2011, le 1er mars 2011 dans MTV Live.
Adele chante à nouveau Rolling in the Deep l'occasion de Dancing with the Stars, le 10 mai 2011. Le 12 février 2012, elle a reproduit la chanson lors du 54e Grammy Awards.

## Classements
| Classement (2010-2011)                       | Meilleure position |
| -------------------------------------------- | ------------------ |
| Australie (ARIA)                             | 3                  |
| Autriche (Ö3 Austria Top 40)                 | 3                  |
| Belgique (Flandre Ultratop 50 Airplay)       | 1                  |
| Belgique (Flandre Ultratop 50 Singles)       | 1                  |
| Belgique (Wallonie Ultratop 50 Airplay)      | 1                  |
| Belgique (Wallonie Ultratop 50 Singles)      | 1                  |
| Brésil (Billboard Hot 100 Airplay)           | 1                  |
| Brésil (Billboard Hot Pop & Popular)         | 3                  |
| Canada (Hot 100)                             | 1                  |
| République tchèque IFPI                      | 38                 |
| Danemark (Tracklisten)                       | 3                  |
| Finlande (Suomen virallinen lista)           | 1                  |
| France (SNEP)                                | 3                  |
| Allemagne (Media Control AG)                 | 1                  |
| Grèce (Top Airplay)                          | 2                  |
| Hongrie (Rádiós Top 40)                      | 2                  |
| Irlande (IRMA)                               | 2                  |
| Italie (FIMI)                                | 1                  |
| Luxembourg (Billboard)                       | 1                  |
| Pays-Bas (Nederlandse Top 40)                | 1                  |
| Nouvelle-Zélande (RMNZ)                      | 3                  |
| Norvège (VG-lista)                           | 8                  |
| Pologne (ZPAV)                               | 5                  |
| Écosse (OCC)                                 | 2                  |
| Slovaquie (IFPI Rádio)                       | 10                 |
| Corée du Sud (GAON) (International Chart)    | 1                  |
| Espagne (PROMUSICAE)                         | 8                  |
| Suède (Sverigetopplistan)                    | 11                 |
| Suisse (Schweizer Hitparade)                 | 1                  |
| Royaume-Uni (UK Singles Chart)               | 2                  |
| États-Unis (Hot 100)                         | 1                  |
| États-Unis (Billboard Hot R&B/Hip-Hop Songs) | 61                 |
| États-Unis (Billboard Pop Songs)             | 1                  |
| États-Unis (Billboard Adult Contemporary)    | 1                  |
| États-Unis (Billboard Adult Pop Songs)       | 1                  |
| États-Unis (Billboard Rock Songs)            | 15                 |
| États-Unis (Billboard Hot Dance Club Play)   | 14                 |
| États-Unis (Billboard Latin Pop Airplay)     | 16                 |
| États-Unis (Billboard Latin Songs)           | 43                 |

| Classement (2010)                         | Position |
| ----------------------------------------- | -------- |
| Pays-Bas (Dutch Top 40)                   | 36       |
| Classement (2011)                         | Position |
| Australie Classement single               | 5        |
| Autriche Classement single                | 16       |
| Belgique Classement single (Flandre)      | 2        |
| Belgique Classement single (Wallonie)     | 1        |
| Canada (Hot 100)                          | 1        |
| Danemark Classement single                | 10       |
| Allemagne Classement single               | 4        |
| France SNEP                               | 2        |
| Grèce Classement single                   | 19       |
| Italie Classement single                  | 5        |
| Pays-Bas (Top 40)                         | 1        |
| Nouvelle-Zélande Classement single        | 4        |
| Espagne Classement single                 | 18       |
| Suisse Classement single                  | 2        |
| Royaume-Uni Classement single             | 9        |
| États-Unis Adult Contemporary (Billboard) | 3        |
| États-Unis Adult Pop Songs (Billboard)    | 2        |
| États-Unis Billboard Hot 100              | 1        |
| États-Unis Pop Songs (Billboard)          | 5        |
| États-Unis Rock Songs (Billboard)         | 45       |
| Classement (2012)                         | Position |
| Belgique Classement single (Flandre)      | 51       |
| Belgique Classement single (Wallonie)     | 32       |
| États-Unis Billboard Hot 100              | 71       |

| Pays                       | Certification    | Unités certifiées |
| -------------------------- | ---------------- | ----------------- |
| Allemagne (BVMI)           | Platine          | 300 000           |
| Australie (ARIA)           | 7 × Platine      | 490 000           |
| Belgique (BEA)             | 4 × Platine      | 80 000            |
| Brésil (Pro-Música Brasil) | Or               | 30 000            |
| Canada (Music Canada)      | Diamant          | 800 000           |
| Danemark (IFPI)            | Platine          | 30 000            |
| Espagne (PROMUSICAE)       | 2 × Platine      | 80 000            |
| États-Unis (RIAA)          | 8 × Platine      | 8 000 000         |
| Italie (FIMI)              | 4 × Platine      | 120 000           |
| Mexique (Amprofon)         | 4 × Platine + Or | 270 000           |
| Norvège (IFPI)             | 2 × Platine      | 120 000           |
| Nouvelle-Zélande (RMNZ)    | 3 × Platine      | 45 000            |
| Portugal (AFP)             | Platine          | 20 000            |
| Royaume-Uni (BPI)          | 3 × Platine      | 1 800 000         |
| Suède (GLF)                | 3 × Platine      | 120 000           |
| Suisse (IFPI)              | 3 × Platine      | 90 000            |

## Historique des sorties
| Pays             | Date             | Format                                          |
| ---------------- | ---------------- | ----------------------------------------------- |
| Pays-Bas         | 29 novembre 2010 | Téléchargement Digital                          |
| États-Unis       | 30 novembre 2010 | Téléchargement Digital                          |
| Japon            | 22 décembre 2010 | Téléchargement Digital                          |
| Suisse           | 27 décembre 2010 | Téléchargement Digital                          |
| Allemagne        | 27 décembre 2010 | Téléchargement Digital                          |
| Autriche         | 27 décembre 2010 | Téléchargement Digital                          |
| Allemagne        | 14 janvier 2011  | CD single                                       |
| Australie        | 16 janvier 2011  | Digital EP                                      |
| Royaume-Uni      | 16 janvier 2011  | Digital EP                                      |
| Irlande          | 16 janvier 2011  | Digital EP                                      |
| Nouvelle-Zélande | 16 janvier 2011  | Digital EP                                      |
| Belgique         | 16 janvier 2011  | Digital EP                                      |
| Suisse           | 16 janvier 2011  | Digital EP                                      |
| Portugal         | 16 janvier 2011  | Digital EP                                      |
| Australie        | 16 janvier 2011  | Digital EP                                      |
| Autriche         | 16 janvier 2011  | Digital EP                                      |
| France           | 16 janvier 2011  | Digital EP                                      |
| Allemagne        | 16 janvier 2011  | Digital EP                                      |
| Danemark         | 16 janvier 2011  | Digital EP                                      |
| Canada           | 16 janvier 2011  | Digital EP                                      |
| Finlande         | 16 janvier 2011  | Digital EP                                      |
| Grèce            | 16 janvier 2011  | Digital EP                                      |
| Espagne          | 16 janvier 2011  | Digital EP                                      |
| Italie           | 16 janvier 2011  | Digital EP                                      |
| Norvège          | 16 janvier 2011  | Digital EP                                      |
| Luxembourg       | 16 janvier 2011  | Digital EP                                      |
| Pays-Bas         | 16 janvier 2011  | Digital EP                                      |
| Suède            | 16 janvier 2011  | Digital EP                                      |
| Japon            | 16 janvier 2011  | Digital EP                                      |
| Royaume-Uni      | 17 janvier 2011  | CD single                                       |
| États-Unis       | 1er février 2011 | Téléchargement Digital – Jamie XX Shuffle remix |
| États-Unis       | 8 mars 2011      | mainstream radio                                |
| États-Unis       | 26 juillet 2011  | Urban contemporary radio                        |

## Reprises
Rolling in the Deep a été reprise sur scène par le groupe de rock américain Linkin Park, version qui est sortie en single et s'est classée à la première place du hit parade rock britannique en juillet 2011. La chanteuse américaine Aretha Franklin l'a enregistrée à son tour, se classant numéro 1 du Hot Dance Club Songs aux États-Unis en janvier 2015.